# Sing Sang Song
«Sing Sang Song» fue la canción alemana en el Festival de la Canción de Eurovisión 1976, interpretada en alemán por Les Humphries Singers.
La canción fue interpretada tercera en la noche (siguiendo a Peter, Sue & Marc de Suiza con "Djambo Djambo" y antes de Chocolate Menta Mastik de Israel con "Emor Shalom"). Al cierre de la votación obtuvo 12 puntos, ubicándose en 15º lugar de 18.
La canción consiste en gran parte del título siendo repetido, sin embargo el resto de la letra es una oración por unidad global - lograda cantando una canción.
Fue seguida como representante alemán en el festival del 77 por Silver Convention con "Telegram".
- Datos: Q3480163